# 합천 해인사 국일암 구품도
합천 해인사 국일암 구품도(陜川 海印寺 國一庵 九품圖)는 경상남도 합천군 가야면 해인사에 있는 조선시대의 불화이다. 2012년 7월 26일 경상남도의 유형문화재 제523호로 지정되었다.

## 참고 자료
- 합천 해인사 국일암 구품도 - 국가유산청 국가유산포털